# Hotel Adolfa Manteufla
Hotel Adolfa Manteufla – jeden z najstarszych hoteli w Łodzi, zbudowany przez Adolfa Manteufla, znajdujący się przy ulicy Zachodniej 45 (obecnie 81/83) w Łodzi.

## Historia

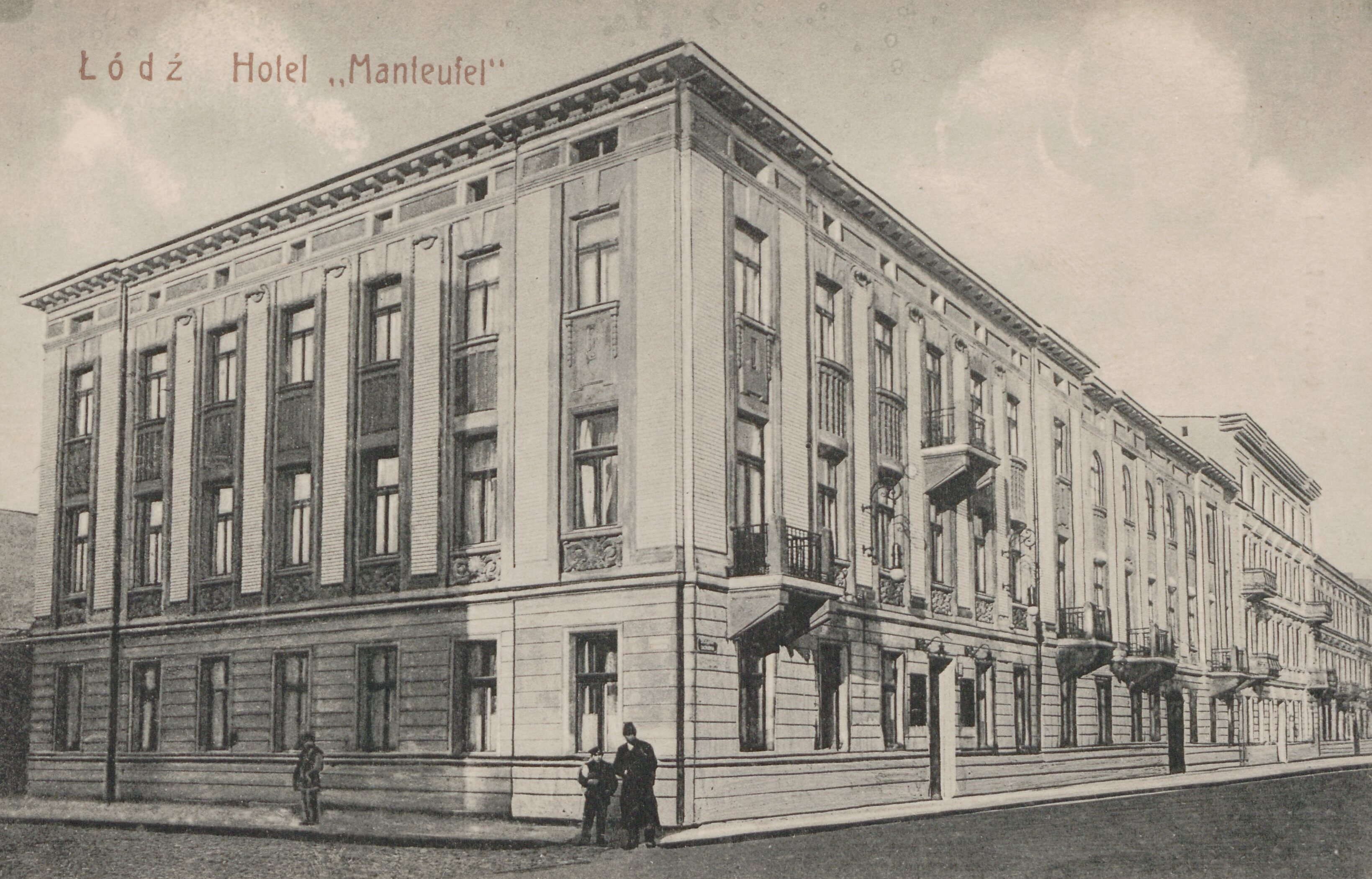
Lodz - hotel "Manteufel" 1906-1914 (71001972)

Budynek powstał w roku 1879 według projektu Hilarego Majewskiego. Hotel posiadał ogród letni, scenę teatralną oraz fontannę. W 1885 roku hotel został sprzedany Józefowi i Romanowi Petrykowskim, którzy prowadzili go do rozpoczęcia II wojny światowej. Po II wojnie światowej w budynku ulokowano łódzką Akademię Medyczną. W byłej kawiarni hotelowej mieścił się studencki teatr, później kino Cytryna. Po zamknięciu kina, w 2012 roku w budynku uruchomiono klub muzyczny i koktajl-bar „Scenografia”.